# 몬트리올 도시권
몬트리올 도시권(프랑스어: Grand Montréal, 영어: Greater Montreal)은 캐나다 퀘벡주에서 가장 인구가 많은 대도시권이다. 2015년 캐나다 통계청(Statistics Canada)은 몬트리올의 인구 조사 대도시권을 4,258.31km2로, 인구는 4,027,100명이라고 밝혔다.
3,838 평방 킬로미터 (1,482 평방 미터)의 작은 면적이 몬트리올 메트로폴리탄 공동체 (MMC)에 의해 관리된다. 내부 고리는 몬트리올 시내와 가까운 곳에 위치한 인구 밀도가 높은 지방 자치체로 구성되어 있다. 몬트리올 섬 전체, 라발 섬, 롱괴유 도시군락지를 포함한다.
외곽 고리는 메트로폴리탄 몬트리올 외곽에 위치한 저밀도 지방 자치체로 구성되어 있다. 이 도시들과 마을들의 대부분은 반농촌이다. 특히 섬 밖의 교외라는 용어는 밀레-슬레 강 북쪽 연안에 위치한 교외, 롱게이유의 거대도시에는 포함되지 않은 사우스 쇼어, 보드레이유-소랑주 반도에 위치한 교외를 가리킨다.
몬트리올 시내 중심부에 근접해 있기 때문에 사우스 쇼어(롱게이유일, 브로사드, 생랑베르, 바우처빌)의 일부 교외는 본토에 있음에도 불구하고 섬 외곽에 포함되지 않는다.